# NGC 2158
NGC 2158 (другое обозначение — OCL 468) — рассеянное скопление в созвездии Близнецы, находящееся в 15 угловых минут на юго-запад от другого рассеянного скопления M 35 (рассеянное скопление), но при этом расположено в 5 раз дальше на расстоянии ~12000 св.лет. Является старым рассеянным звездным скоплением (возраст порядка 2 млрд.лет), с низким содержанием металлов и поэтому относится к старому галактическому населению тонкого диска.
Этот объект входит в число перечисленных в оригинальной редакции «Нового общего каталога».